# Dans la remise
Dans la remise est une nouvelle d’Anton Tchekhov, publiée en 1887.

## Historique
Dans la remise est initialement publiée dans la revue russe Le Journal de Pétersbourg, numéro 210, du 3 août 1887, sous le pseudonyme d'A Tchekhonte. 

## Résumé
Quatre hommes du peuple jouent aux cartes dans la remise en face de la maison des maîtres. Le malheur vient de frapper la maison : le mari vient de se suicider. Chacun y va de son commentaire tout en continuant à jouer : la famille du défunt qui arrive bientôt ; va-t-il être enterré à l'église ? ; une suite d'histoires de suicides... 
La nuit est longue. Personne ne peut dormir : ils se remettent à jouer.

## Extraits
Le concierge : « Ça vient de trop de science. On finit par chercher midi à quatorze heures. Des fois il passait la nuit à écrire des tas de papiers... joue, paysan !... mais c'était un bon maître. »